# Dolní Rožínka
Dolní Rožínka (německy Unter Rosinka) je obec v okrese Žďár nad Sázavou v Kraji Vysočina. Žije zde 583 obyvatel.

## Název
Název Rožínka (v nejstarších dokladech Rožénka) je zdrobnělina staršího názvu Rožná (u této vesnice nedoloženého), který byl odvozen od přídavného jména rožný odvozeného od roh. Název tedy vyjadřoval nějakou rohovost polohy vesnice. Od 15. století se připojoval přívlastek Dolní podle polohy vůči výše ležící Horní Rožínce, koncem 19. století též Zámecká podle místního zámku.

## Historie
Nejstarší písemná zmínka o obci Dolní Rožínka, dříve zvané také jako Zámecká Rožínka, pochází z roku 1353. Nejprve se majitelé obce (drobná šlechta) často střídali, ale roku 1503 odkoupil Dolní Rožínku Vilém z Pernštejna. Pánům z Pernštejna patřila obec v letech 1503–1589. Roku 1589 byla Janem z Pernštejna zastavena a o 7 let později prodána. Nový majitelé se často střídali, až obec v roce 1731 koupil Arnošt Matyáš Mitrovský z Nemyšle. V držení tohoto rodu zůstala většina místních pozemků až do roku 1945.

### 20. století
Velmi důležitým okamžikem pro rozvoj obce se ukázal být objev ložisek uranové rudy v 50. letech 20. století. Z důvodů rozvoje těžby došlo k výstavbě celého nového sídliště s obchodním centrem, dále byl postaven komplex ředitelství uranových dolů a také areál závodu Dopravy a mechanizace a kovovýroby. S postupným úpadkem těžby uranu dochází od 60. let k postupnému ubývání obyvatel obce.
V letech 2006 až 2010 působil jako starosta obce  Lubomír Starý. V letech 2010 až 2022, tedy po celá tři funkční období, funkci starosty zastával Zdeněk Horák. Od října 2022 do prosince 2023 byla starostkou obce Lenka Stará. Od prosince 2023 tuto funkci vykonává Milan Baláž.

## Znak
Při tvorbě znaku byly použity plameny, které symbolizují název obce a pocházejí od rozžíhání strážních ohňů. Zkřížené ostrve jsou z erbu rodu z Rožínky. Hornická kladívka symbolizují současný uranový průmysl. Barvy znaku jsou převzaty z erbu rodu Mitrovských.

### Popis znaku
Ve stříbrném štítě červený kůl se zlatými plameny, provázený vpravo nahoře černými zkříženými ostrvemi, vlevo nahoře černými hornickými kladívky.

### Prapor
Na prapor byly přeneseny figury ze znaku. Popis praporu: List tvoří tři svislé pruhy, bílý, červený a bílý. Na žerďovém bílém zkřížené černé ostrve, na středním červeném žlutý oheň se třemi plameny a na bílém vlajícím zkřížená černá hornická kladívka. Poměr šířky k délce listu je 2:3.

## Obyvatelstvo
| Rok            | 1869 | 1880 | 1890 | 1900 | 1910 | 1921 | 1930 | 1950 | 1961 | 1970 | 1980 | 1991 | 2001 | 2006 | 2013 | 2014 |
| Počet obyvatel | 428  | 505  | 478  | 459  | 389  | 383  | 319  | 310  | 820  | 783  | 742  | 685  | 661  | 702  | 641  | 630  |

## Školství
- Základní škola a Mateřská škola Dolní Rožínka

## Pamětihodnosti
- Zámek Dolní Rožínka
- Hájenka Mitrovských – nyní už jen zřícenina
- Kaple s hrobkou, v lesoparku Templ
- Obelisk v lesoparku Templ
- bývalá zámecká sýpka - dnes strašidelný zámek Draxmoor

## Části obce
- Dolní Rožínka
- Horní Rozsíčka

V letech 1960–1991 k obci patřil i Rodkov.

## Těžba uranu
V okolí obce bylo v letech 1954–1956 geologickým průzkumem zjištěno perspektivní ložisko uranové rudy. Roku 1957 bylo zahájeno hloubení těžní jámy Rožná I a začátkem roku 1958 byla zahájena těžba rudy, která trvala v dole Rožná téměř 60 let do roku 2017. Roční produkce v posledních letech byla kolem 300 tun uranového koncentrátu.[zdroj⁠?!] . Důl a odkaliště provozuje státní podnik DIAMO (odštěpný závod GEAM – Geologie Ekologie Atom Morava), v současné době probíhají sanační a rekultivační práce dle schváleného technického plánu likvidace.

## Galerie

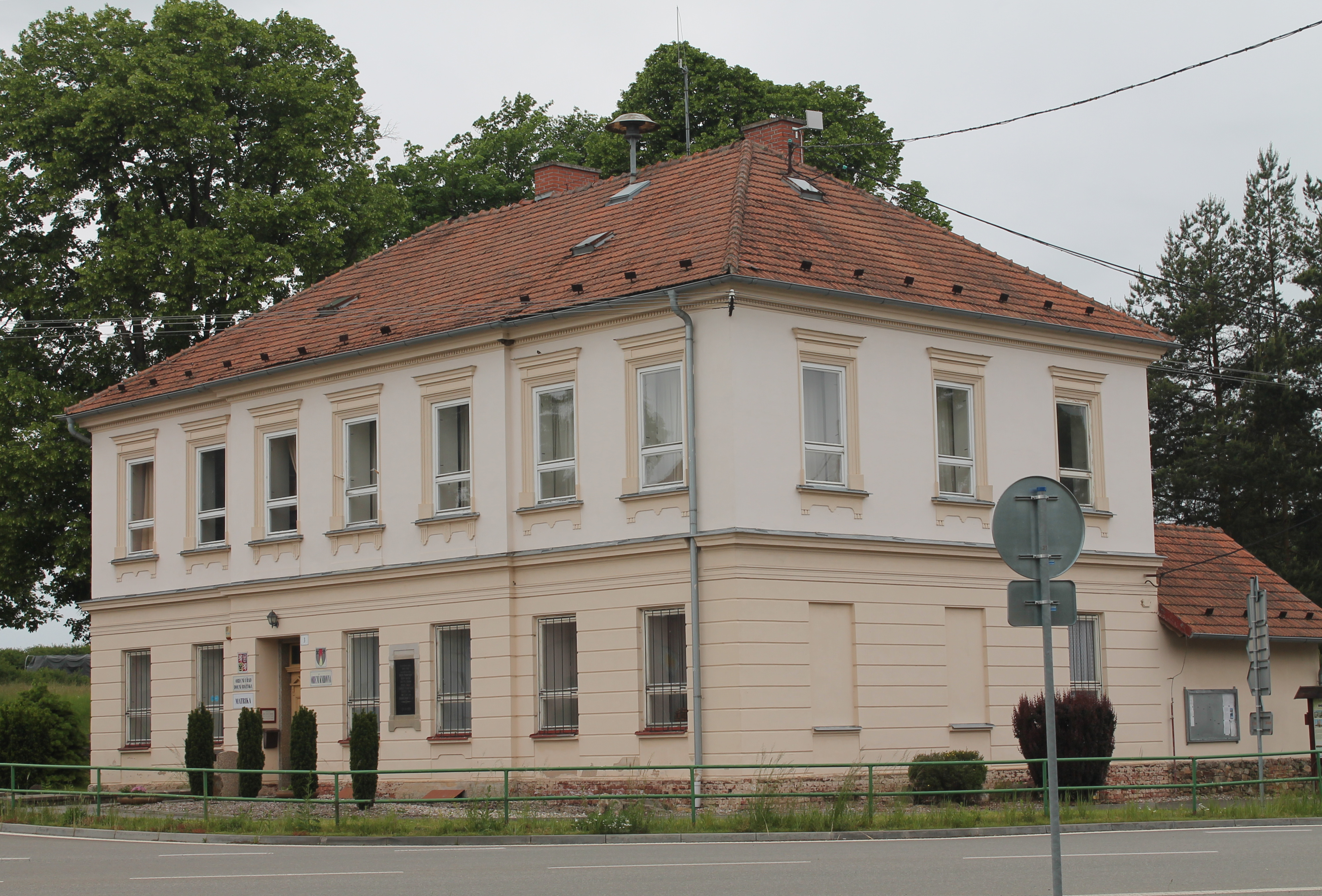
Obecní úřad a knihovna
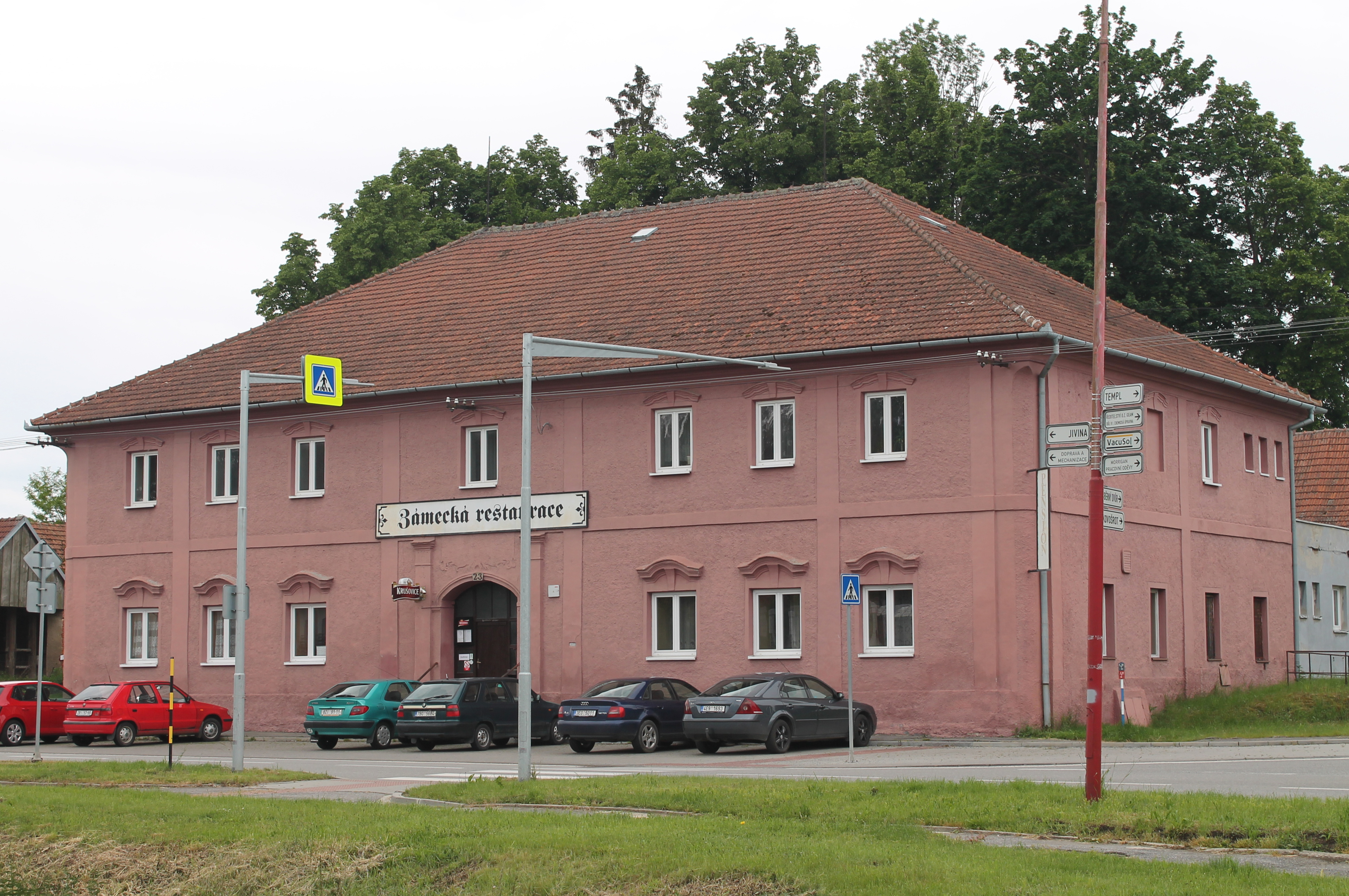
Hostinec na návsi
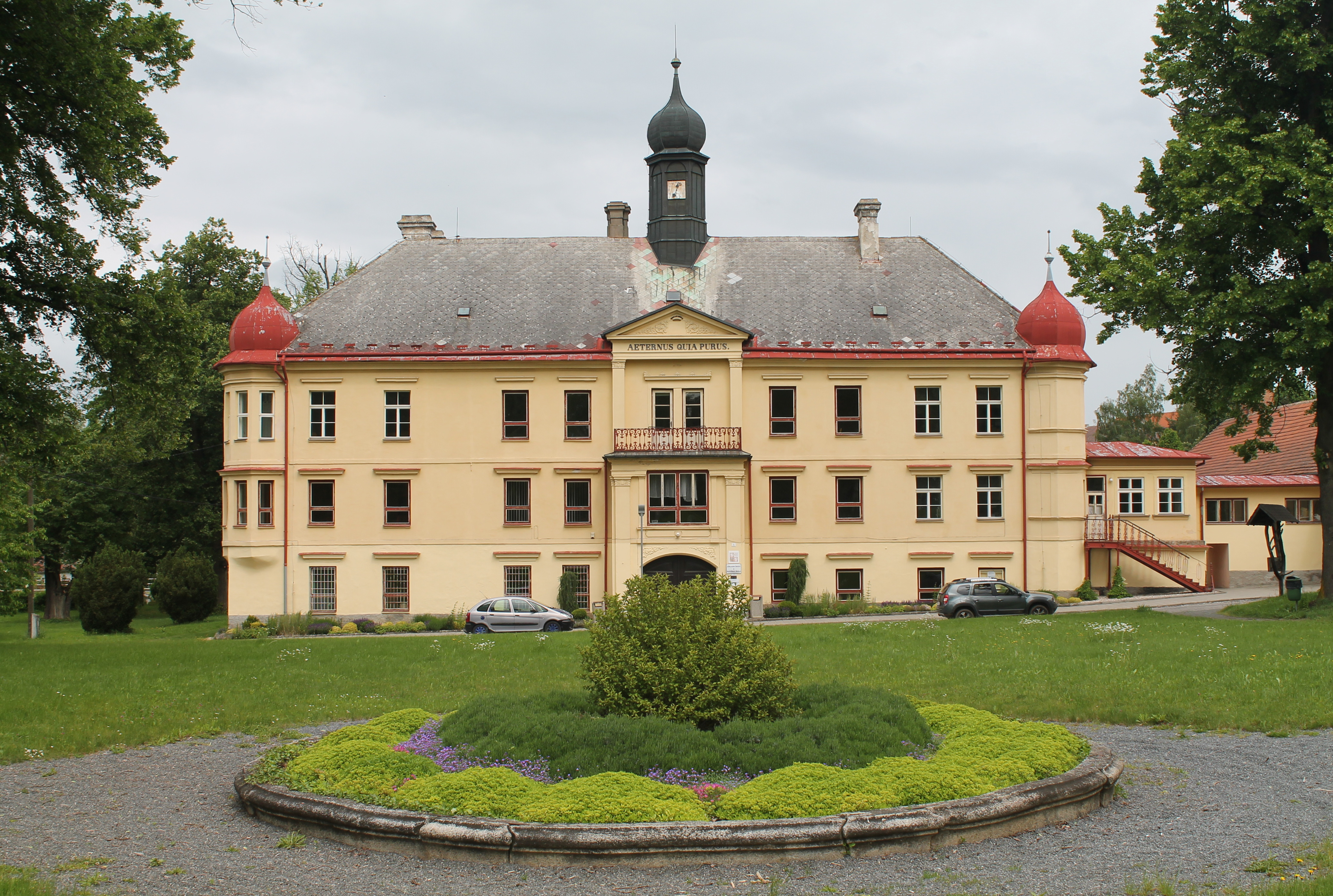
Zámek Dolní Rožínka
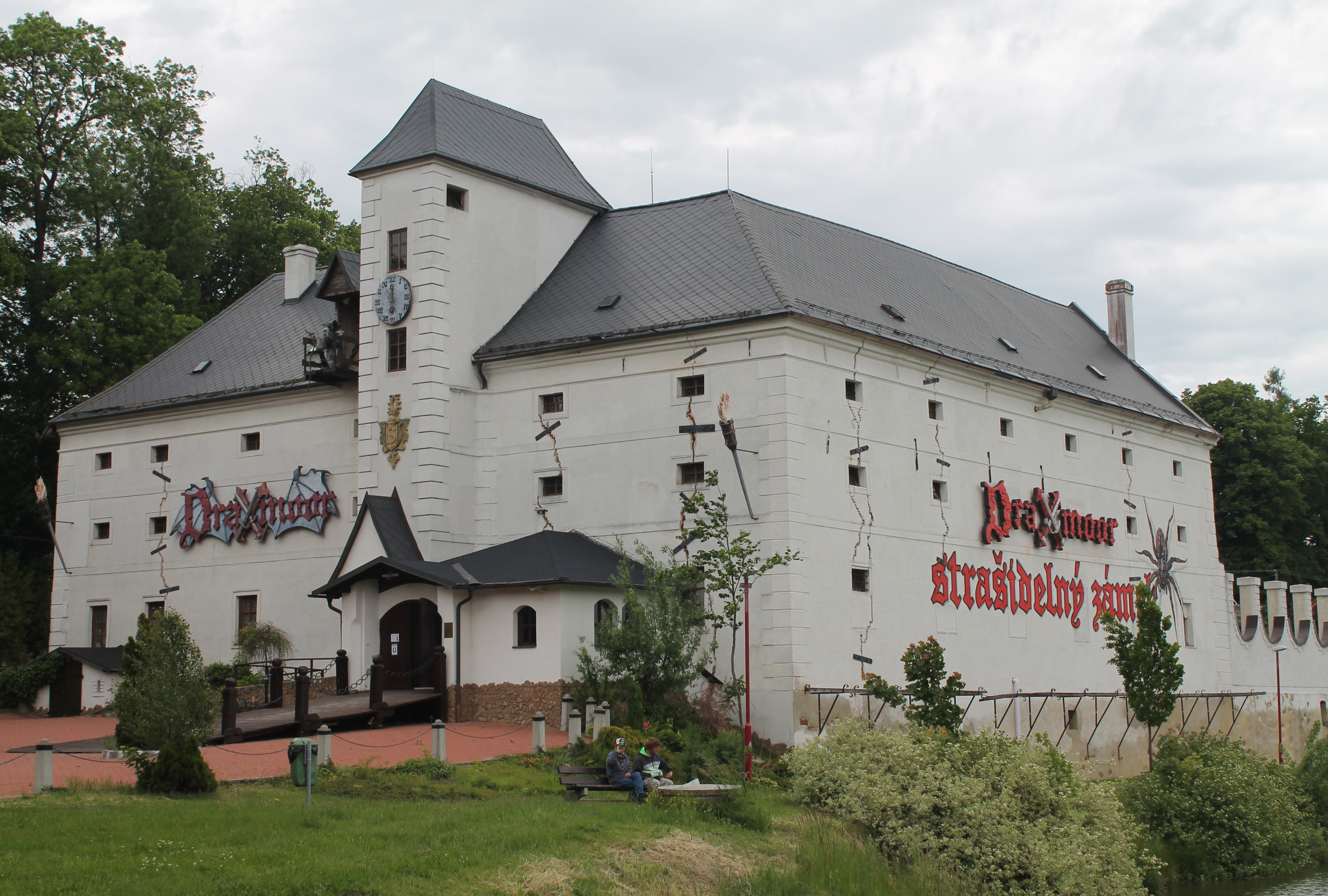
Strašidelný zámek Draxmoor
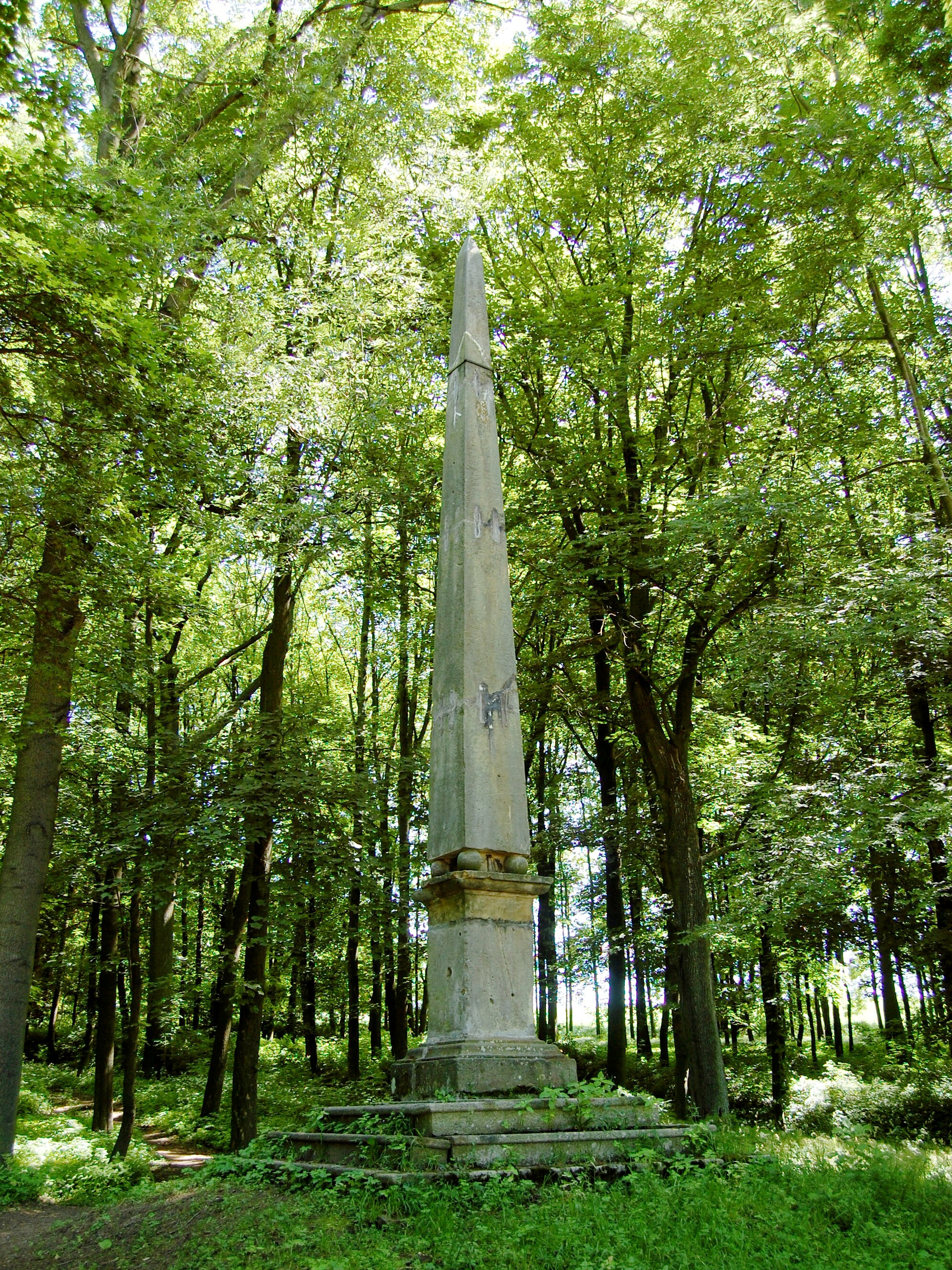
Egyptský obelisk v parku Templ
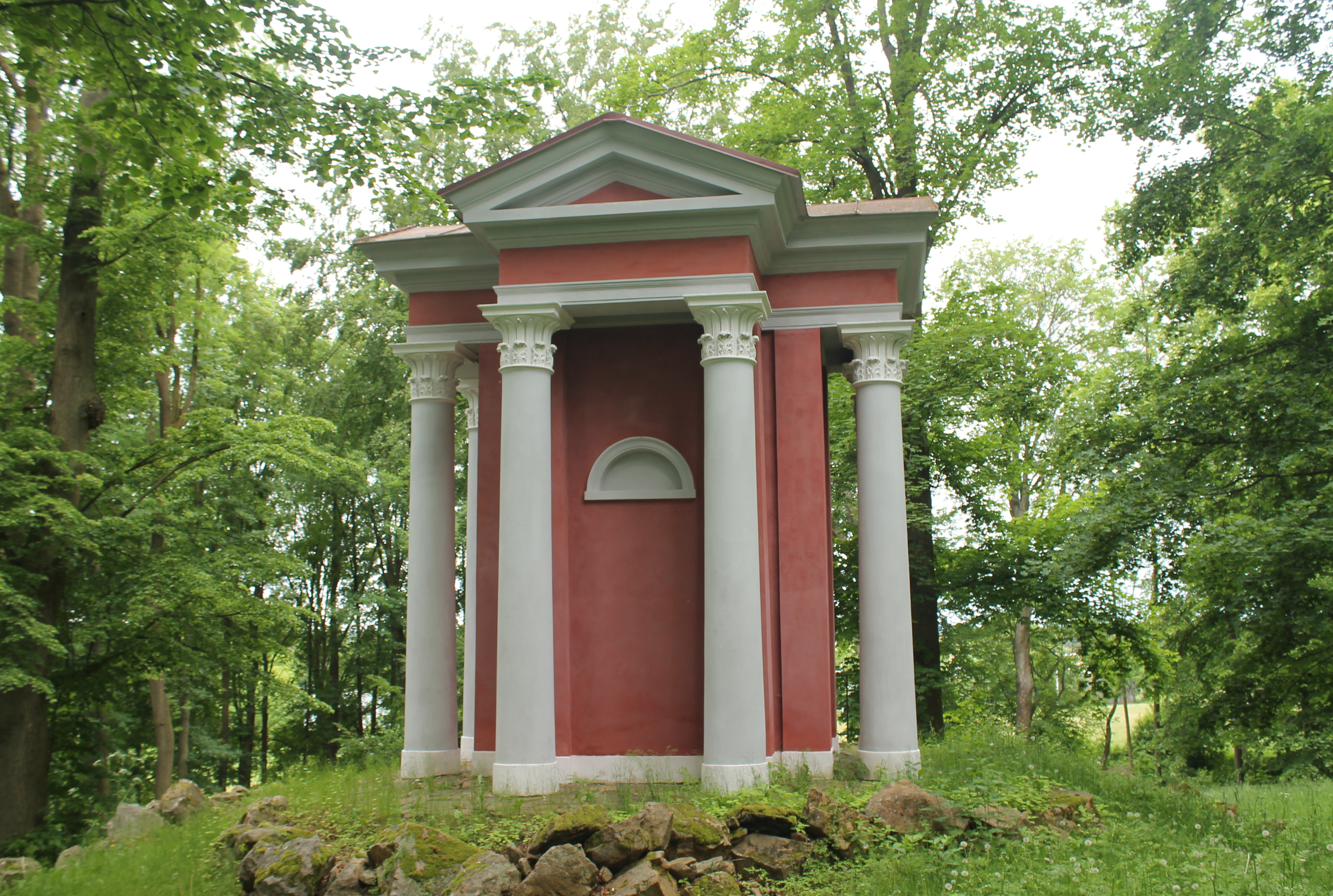
Kaple v parku Templ
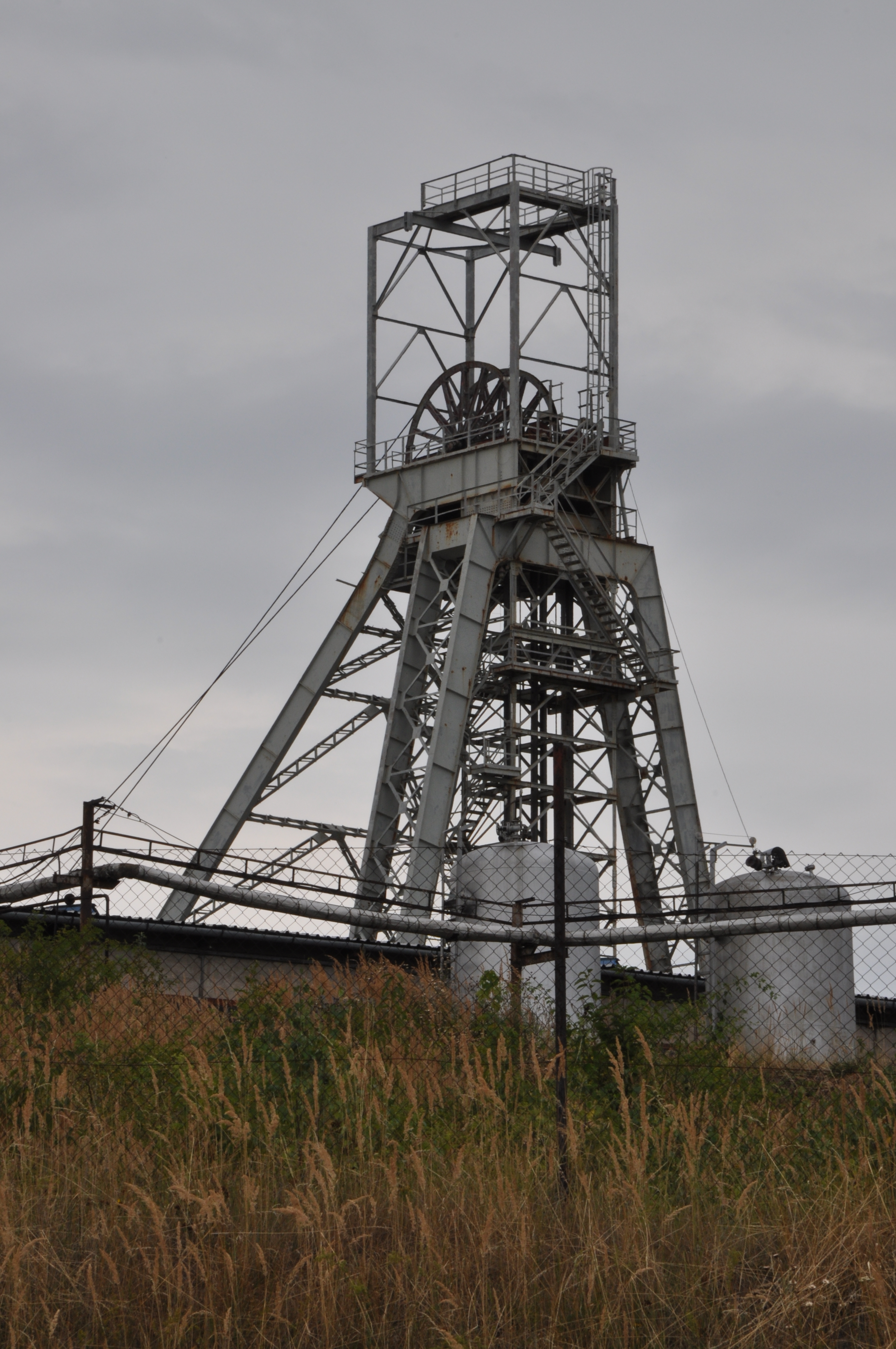
Těžní věž dolu Rožná I